# Geigeria
Geigeria é um género botânico pertencente à família Asteraceae.